# Попов, Алексей Сергеевич
Алексей Сергеевич Попов — советский хозяйственный, государственный и политический деятель.

## Биография
Родился в 1910 году в Бахмуте. Член КПСС.
С 1929 года — на хозяйственной, общественной и политической работе. В 1929—1973 гг. — лаборант на Артемовском креолиновом, Харьковском керамическом, Новгорловском коксохимическом заводах, красноармеец, начальник цеха на химических заводах Актюбинска и Горловки, начальник смены сернокислотного цеха азотно-тукового завода, директор Березниковского анилинокрасочного завода, директор Пермского химического завода имени Орджоникидзе, председатель исполкома Пермского городского Совета депутатов трудящихся, заместитель председателя исполкома Пермского областного Совета депутатов трудящихся.
Умер в Перми в 1980 году.